# Skakavac (vodopad kod Foče)
Vodopad Skakavac se nalazi u prašumi Perućica, u sklopu nacionalnog parka Sutjeska. Administrativno pripada općini Foča. Nalazi se na rijeci Perućici i visok je preko 70 metara.
Geomorfološki je spomenik prirode.